# 索尼美国公司诉环球城市影业公司案
索尼美国公司诉环球城市影业公司案，464 U.S. 417 (1984), 又俗称“Betamax案”, 是一起最终由美国最高法院判决的版权案件。该判决认定，个人出于时光平移（time shifting）目的而对电视节目进行的完整复制不属于版权侵权，而构成合理使用。 法院同时认定，包括Betamax或其他类型录影机在内，家用录影设备的制造者无须承担共同侵权责任。本案判决为家用录影机创建了避风港，对其市场发展产生了巨大的激励作用。